# União Desportiva de Santarém
Le União Desportiva de Santarém est un club de football portugais basé à Santarém dans le centre du Portugal.